# Contrecoups
Pour les articles homonymes, voir Windfall.
Pour plus de détails, voir Fiche technique et Distribution.
Contrecoups (Windfall) est un thriller américain co-produit et réalisé par Charlie McDowell, sorti en 2022 sur Netflix,.

## Synopsis
Un jeune couple aisé découvre à leur arrivée que leur maison de vacances a été cambriolée. Seulement le cambrioleur est encore là…

## Fiche technique
Sauf indication contraire, les informations mentionnées dans cette section peuvent être confirmées par la base de données cinématographiques IMDb,  présente dans la section « Liens externes ».
- Titre original : Windfall
- Titre français : Contrecoups
- Réalisation : Charlie McDowell
- Scénario : Justin Lader et Andrew Kevin Walker, d'après leur histoire partagé avec Charlie McDowell et Jason Segel
- Musique : Danny Bensi (it) et Saunder Jurriaans (it)
- Direction artistique : Christian Stone
- Décors : Andrew Clark
- Costumes : Megan Gray
- Photographie : Isiah Donté Lee
- Montage : David Marks
- Production : Lily Collins, Charlie McDowell, Duncan Montgomery, Alex Orlovsky, Jesse Plemons, Jason Segel et Jack Selby
- Production déléguée : Rick Covert, David Duque-Estrada, Justin Lader, Elika Portnoy et Andrew Kevin Walker
- Sociétés de production : Case Study Films et High Frequency Entertainment ; Mutressa Movies (associé)
- Société de distribution : Netflix
- Pays de production :  États-Unis
- Langue originale : anglais
- Format : couleur
- Genre : Drame et thriller
- Durée : 92 minutes
- Date de sortie :
  - Monde : 18 mars 2022 (Netflix)

## Distribution
- Jesse Plemons (VF : Franck Lorrain) : l'homme d'affaires
- Lily Collins (VF : Émilie Rault) : la femme
- Jason Segel (VF : Jérôme Rebbot) : le cambrioleur
- Omar Leyva (VF : Jean-Rémi Tichit) : le jardinier
- ? (VF : Emmanuelle Bodin) : April
Version française
  - Studio de doublage : Cinéphase
  - Direction artistique : Michèle Dorge
  - Adaptation : Émeline Bruley

## Production
Le développement et le tournage ont lieu en pleine pandémie de Covid-19 aux États-Unis. Les prises de vues commencent en mars 2021 et se déroulent en Californie, notamment à Ojai. Il s'achève en juillet 2021.
En juillet 2021, il est révélé que Netflix a acquis les droits de diffusion du film.